# Zaborsko, Tỉnh West Pomeranian
Zaborsko [zaˈbɔrskɔ] là một ngôi làng thuộc khu hành chính của Gmina Warnice, thuộc hạt Pyrzyce, West Pomeranian Voivodeship, ở phía tây bắc Ba Lan. Nó nằm khoảng 8 kilômét (5 mi)   phía nam Warnice, 11 km (7 mi) về phía đông bắc Pyrzyce và 39 km (24 mi) về phía đông nam của thủ đô khu vực Szczecin.